# Poor Things
Poor Things (deutsch „Arme Dinger“) ist ein britischer Spielfilm von Giorgos Lanthimos aus dem Jahr 2023. Basierend auf dem gleichnamigen Science-Fantasy-Roman von Alasdair Gray (dt. Titel: Arme Dinger) wird eine feministische Variation über Frankenstein erzählt. Die Hauptrolle übernahm Emma Stone.
Stone spielt die im Mittelpunkt der Handlung stehende, freiheitsliebende Bella, die im England des 19. Jahrhunderts von den Toten wiederaufersteht. Die Uraufführung fand Anfang September 2023 im Rahmen der Internationalen Filmfestspiele von Venedig statt. Dort gewann Poor Things mit dem Goldenen Löwen den Hauptpreis. Die internationale Filmkritik rezensierte das Werk als bislang besten Film des Regisseurs und pries die Leistung von Hauptdarstellerin Stone. In den deutschen Kinos lief der Film regulär am 18. Januar 2024 an. Im selben Jahr gewann Poor Things vier Oscars, darunter einen Preis für Hauptdarstellerin Emma Stone.

## Handlung
Im viktorianischen London ertränkt sich die schwangere Victoria Blessington, indem sie von der Tower Bridge in die Themse springt. Ihr Leichnam gerät in die Hände des brillanten und exzentrischen Arztes Godwin Baxter, der die Unbekannte zu retten versucht.
Baxters Körper ist schwer entstellt, weil er als Kind von seinem Vater für zahlreiche Experimente missbraucht wurde. Der Vater war, wie Baxter, streng wissenschaftsgläubig. Baxter hat in der Vergangenheit bereits erfolgreich chirurgisch zahlreiche Tierarten miteinander gekreuzt. Er ersetzt nun Victorias Gehirn durch das ihres ungeborenen Kindes. Tatsächlich steht die Tote mit Hilfe einer der Frankenstein-Ästhetik nachempfundenen Elektroschockbehandlung auf und wird fortan von ihrem Retter „Bella“ genannt. Bella hat das geistige Alter eines Kleinkinds und verhält sich unberechenbar. Sie wird von Doktor Baxter und seiner Haushälterin Mrs. Prim absichtlich isoliert und in seinem eleganten Stadthaus unterrichtet und betreut. Dabei lässt man sie in dem Glauben, dass ihre Eltern Abenteurer waren und bei einem Erdrutsch in Südamerika ums Leben kamen. Doktor Baxter, ein Eunuch, unterhält zu Bella eine Art väterliche Zuneigung und führt sie auch an das Obduzieren von Leichen heran. Sie nennt ihn liebevoll „God“.
Bella bewegt sich seltsam und spricht ein abgehacktes britisches Englisch, mit sehr kurzen Sätzen. Im Laufe ihrer Entwicklung werden ihre Bewegungen normal und ihr Englisch fließend.
Um Bellas Fortschritte zu dokumentieren, stellt Baxter seinen jungen Medizinstudenten Max McCandles als Assistenten an. Er weiht diesen später in den medizinischen Eingriff an ihr ein. Der gutmütige Max verliebt sich mit der Zeit in Bella, die langsam ihren Körper zu erforschen beginnt und zufällig Masturbation kennenlernt. Er erhält von seinem Mentor die Erlaubnis, Bella zu heiraten. Die Bedingung ist, dass das Paar weiterhin mit Baxter zusammenwohnt. Als die Hochzeit juristisch vollzogen werden soll, wird Bella von dem zwielichtigen Anwalt Duncan Wedderburn verführt. Durch Bellas naiv wirkende Direktheit schlägt der Film ab hier starke Töne der Frauenemanzipation an.
Der misogyne Chauvinist Duncan nimmt sie mit auf eine Reise durch Europa voller sinnlicher Genüsse und Abenteuer. In Lissabon folgt Bella, die sich bis zu drei Mal am Tag mit Duncan sexuell vergnügt, zusehends ihrem freien Willen. Sie entdeckt allein die Stadt, zeigt sich beeindruckt vom Fado und betrinkt sich das erste Mal. Sie wird im Beisein von Duncan als Victoria Blessington wiedererkannt. Bella ist sich jedoch ihrer früheren Identität als Victoria nicht bewusst. Duncan verzweifelt an Bellas Erkundung der Welt. Von Eifersucht gepeinigt entführt er sie nun auf ein Kreuzfahrtschiff, um sie besser kontrollieren zu können. Aber Bellas Gehirn reift weiter. Sie entwickelt, unterstützt durch die Mitreisenden Martha und Harry Astley, ein soziales Gewissen, beginnt viel zu lesen und sich der Philosophie zu widmen, sehr zum Verdrusse Duncans. Harry macht Bella bei einem Aufenthalt in Alexandria auf das Säuglingssterben in den dortigen Slums aufmerksam. Daraufhin beschließt sie, einen großen Glücksspielgewinn Duncans den Armen zu schenken. Duncan ist damit zahlungsunfähig; die beiden müssen das Schiff verlassen und übersiedeln nach Paris. Dort erlebt ihre Beziehung einen weiteren Tiefpunkt und es kommt zur Trennung.
Bella erkennt, dass sie durch Sexarbeit finanzielle Unabhängigkeit erreichen kann, und heuert im Bordell von Mrs. Swiney an. Sie lernt die brutalen Gelüste und üblen Körpergerüche der Kunden kennen und schlägt vor, zukünftig nicht die Männer die Frauen auswählen zu lassen, sondern umgekehrt. Das stößt auf Ablehnung. Bella entwickelt eine Freundschaft mit der Prostituierten Toinette. Durch sie kommt sie in Kontakt mit sozialistischen Ideen und dem aufkeimenden Feminismus. Die Trauer über alles auf der Reise Erlebte macht sie depressiv. Sie beginnt Medizin zu studieren.
Zuhause in London erkrankt Bellas Ziehvater Godwin Baxter unheilbar an Krebs. Seinem Assistenten Max gelingt es, mit Hilfe des mittlerweile in eine Irrenanstalt eingewiesenen Duncan den Aufenthaltsort von Bella herauszufinden. Zurück in London fordert Bella von Baxter die Wahrheit über dessen chirurgischen Eingriff an ihr ein; die wiederholten Nachfragen Toinettes bezüglich ihrer Kaiserschnittnarbe haben sie stutzig werden lassen. Sie beschließt, die Arztpraxis des sterbenden Baxter zu übernehmen und Max zu heiraten. Durch eine Intrige Duncans erscheint jedoch Alfie Blessington bei der Trauung, der sich als Bellas bzw. Victorias Ehemann zu erkennen gibt. Aus Neugierde, mehr über ihr früheres Leben zu erfahren, entscheidet sie sich, in Alfies Haus zurückzukehren. Bald wird ihr jedoch die Grausamkeit des vermögenden Kriegshelden bewusst. Der General hat sie eingesperrt. Er plant, sie beschneiden zu lassen und damit ruhig zu stellen. Bella gelingt es, Alfie zu überwältigen. Sie lässt seine schwere Verletzung im Hause Baxters behandeln: Mit chirurgischer Präzision tauschen Max und Bella Alfie Blessingtons Gehirn gegen das einer Ziege aus. Doktor Baxter stirbt friedlich im Beisein der beiden. Am Ende lebt Bella mit Max, Toinette, Felicity und Mrs. Prim in Baxters Haus, während Alfie wie eine Ziege durch den Garten läuft. Bella bereitet sich auf ihre Anatomieprüfung vor.

## Entstehungsgeschichte

### Literarische Vorlage

#### Handlung

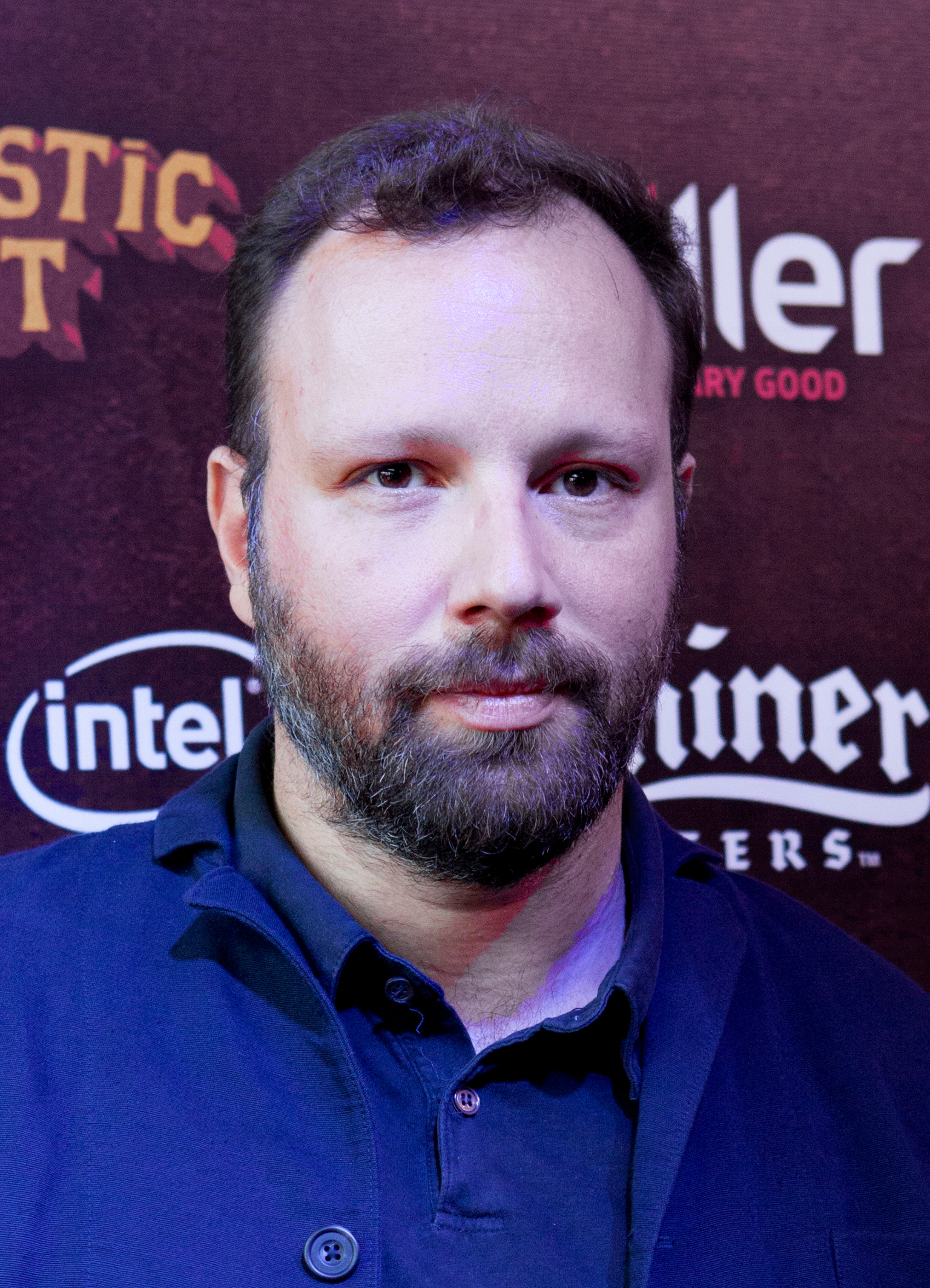
Regisseur Giorgos Lanthimos (2015)

Der Stoff basiert auf dem Roman Poor Things: Episodes from the Early Life of Archibald McCandless M.D. Scottish Public Health Officer von Alasdair Gray aus dem Jahr 1992. Der Autor (1934–2019) zählt zu den bedeutendsten Vertretern der neueren schottischen Literatur. Seine Werke zeichnen sich durch das Verschmelzen von Sozialkritik, experimenteller Schreibweise und skurrilem Humor aus.
Poor Things ist Grays zweiter Ehefrau Morag McAlpine gewidmet und hat als postmoderne Überarbeitung Mary Shelleys Frankenstein (1818) als literarischen Vorläufer. Es markiert seine Rückkehr zum Fantasy- und Science-Fiction-Genre und spielt Ende des 19. Jahrhunderts in Schottland. Der Roman setzt sich aus einer Reihe von Dokumenten zusammen, von denen Gray als angeblicher Herausgeber des Buches behauptet, sie stammen aus einer inzwischen aufgelösten Anwaltskanzlei in Glasgow. Die längste Erzählung ist Episodes from the Early Life of a Scottish Public Health Officer. Sie wird aus der Perspektive des Arztes Archibald McCandless erzählt, der gemeinsam mit dem mysteriösen und deformierten chirurgischen Genie Godwin Baxter an der medizinischen Fakultät der University of Glasgow forscht. Eines Tages stellt Baxter ihm die junge Bella vor. Die Frau, Mitte zwanzig, verfügt über die Mentalität eines Kindes und soll von Baxter aus dem auferstandenen Körper eines Selbstmordopfers erschaffen worden sein. In diesen setzte Baxter eigenen Angaben zufolge das Gehirn von Bellas eigener ungeborener Tochter ein, lässt sie aber in dem Glauben, eine Waise mit Amnesie zu sein. Zwar verlobt sich Bella mit McCandless, brennt aber mit dem zwielichtigen Anwalt Duncan Wedderburn durch. Nach Reisen durch Europa und Nordafrika kehrt Bella, deren Verstand schnell reift, zurück. Die brutalen Realitäten der Welt haben sie verändert, während der wütende Wedderburn in ihr die scharlachrote Frau sieht, die in der Offenbarung des Johannes erwähnt wird. Am Ende heiraten Bella und McCandless. Bella wird zum Inbegriff der modernen, emanzipierten Frau und selbst Ärztin, während Baxter stirbt.
Der Erzählung folgt als Epilog ein nüchterner Bericht von Victoria McCandless, die behauptet, Archibalds Frau zu sein und dass die vorangegangene bizarre Geschichte erfunden sei. Ihr Mann habe mit Multipler Sklerose im Sterben gelegen, als er sich die Geschichte ausdachte. Der verschrobenen Idealistin Victoria zufolge, Suffragette, fabianischer Sozialistin, Pazifistin und Befürworterin von Geburtsstühlen, habe sie Baxter als potentielle Patientin kennengelernt, um ihre Klitoris operativ entfernen zu lassen. Baxter, der später an Krebs stirbt, habe mit seiner Weigerung bei ihr Liebe hervorgerufen. Daraufhin habe Victoria einer Scheinehe mit dem neiderfüllten, aber für ihre Pläne nicht weiter lästigen Kameraden McCandless zugestimmt.

#### Vergleich mit »Frankenstein«und Rezeption
Im Gegensatz zu Frankenstein erschaffen die beiden Mediziner Baxter und McCandless eine Frau sowie ein Leben aus zwei Individuen – aus dem Körper einer Selbstmörderin und dem transplantierten Gehirn ihres Fötus. Während Frankenstein sich gegen das Monster wendet und es aufgibt, versuchen die Ärzte in Grays Roman ihre schöne Kreation namens Bella zu pflegen und zu erziehen. Baxter selbst erscheint als hässlicher und monströser Frankenstein. Bellas Erziehung erweist sich aufgrund ihrer infantilen Psyche gepaart mit der körperlichen Reife einer Erwachsenen als „entmutigende Aufgabe“. Die Geschichte voller Drehungen und Wendungen präsentiert eine typische viktorianische Auflösung und ist mit Grays eigener Typografie sowie in Form von selbstkreierten Gravuren und medizinischen Illustrationen bebildert.
Die britisch-amerikanische Literaturkritik lobte das Buch bei seiner Veröffentlichung als „lustig, unanständig und ‚herrlich lebhaft‘“ und es gewann mit dem Whitbread Book Award und Guardian Fiction Prize zwei renommierte britische Literaturpreise. Grays Biograf Rodge Glass beschrieb Poor Things als „ein Pastiche mit starken Schauerelementen“ und pries es als lustigstes Werk des Autors. Auch in Deutschland, wo es 1996 unter dem Titel Arme Dinger erschien, fand es Lob seitens der Fachkritik. Gray habe „eine intelligente und nicht ganz unaktuelle Variation vor allem des Frankenstein-Motivs“ geschaffen. Der Autor habe „dessen kritisches Potential aus der ursprünglichen Perspektive auf die Hybris der modernen Wissenschaft, auf die Anmaßung viktorianischer Männerphantasien übertragen, Frauen als funktionale Geschöpfe ihrer Bedürfnisse zu formen“, so Uwe Pralle (Neue Zürcher Zeitung).

### Filmadaption

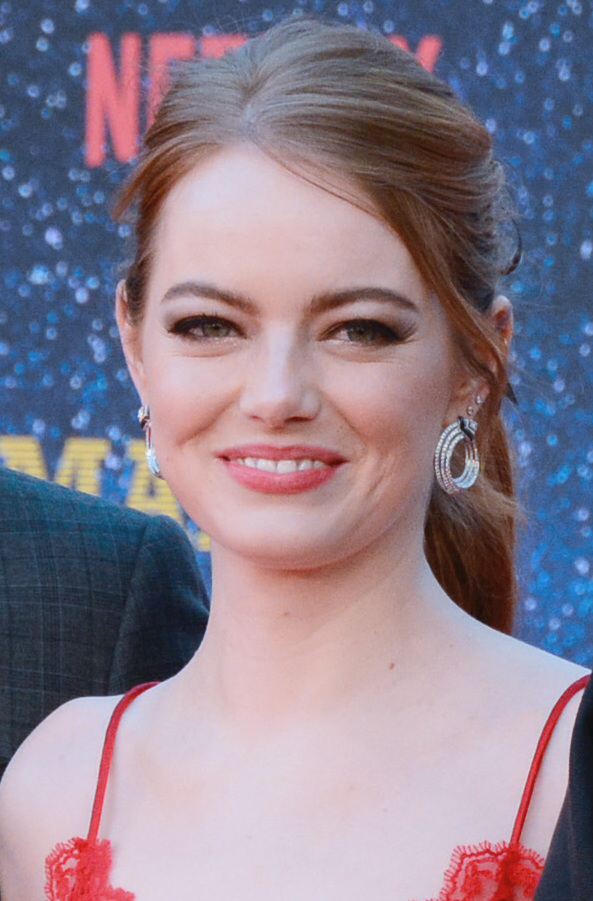
Emma Stone (2018) übernahm die Hauptrolle der Bella.

Poor Things ist der achte Spielfilm des griechischen Regisseurs Giorgos Lanthimos. Ende Januar 2021 wurde bekannt, dass er den Film vorbereitete. Für das Drehbuch zeichnete der Australier Tony McNamara verantwortlich, der an Lanthimos vorangegangenem erfolgreichen Werk The Favourite – Intrigen und Irrsinn (2018) ebenfalls als Co-Autor mitgewirkt hatte. Für die weibliche Hauptrolle der Bella Baxter wurde Emma Stone verpflichtet, die ebenfalls in The Favourite eine tragende Rolle bekleidet hatte. Lanthimos setzte die US-amerikanische Schauspielerin auch in seinem Kurzfilm Bleat (2022) und folgendem Spielfilm AND ein. Im Jahr 2018 hatte der Regisseur in einem Interview zu The Favourite angegeben, Stone als Schauspielerin voranzubringen zu wollen: „Ich glaube nicht, dass sie ihre Komfortzone schon verlassen hat – dort hat sie viel Platz. Ich bin mir nicht sicher, woher ich das wusste, aber irgendwie wusste ich es […] Sie war von Anfang an sehr souverän – körperlich war sie von den Proben an sofort fit“, so Lanthimos. Zum weiteren Schauspielensemble gehörten unter anderem Mark Ruffalo, Willem Dafoe, Ramy Youssef,  der Komiker Jerrod Carmichael, Margaret Qualley, Christopher Abbott, Hanna Schygulla und Kathryn Hunter, die alle das erste Mal unter der Regie von Lanthimos agierten.
Poor Things wurde von Ed Guiney und Andrew Lowe für Element Pictures produziert, gemeinsam mit Lanthimos sowie Stones Produktionsfirma Fruit Tree. Element Pictures hatte auch die vorangegangenen englischsprachigen Filme von Lanthimos produziert. Ebenfalls wirkten Searchlight Pictures und Film4 an dem Projekt mit.
Die Dreharbeiten sollten noch im selben Jahr in den Origo-Filmstudios in Budapest beginnen. Ausführender Kameramann war Robbie Ryan, der bereits an The Favourite mitgewirkt hatte. Poor Things beginnt in schwarzweiß. Die Szenen wurden zum Teil „in extremen Weitwinkeln“ aufgenommen und es wurden Fischaugenobjektive verwendet. Da sich in der Romanvorlage die weibliche Hauptfigur „sexuell erprobt, befreit und austobt“, sind in dem Film zahlreiche Nackt- und Sexszenen mit Emma Stone enthalten. Daher zählte zum Stab auch eine Intimitätskoordinatorin. Kurz danach arbeiteten Lanthimos und Stone an dem Schwarzweiß-Kurzfilm Bleat (2022) und dem Episodenfilm Kinds of Kindness zusammen. Erste Szenenbilder von Poor Things wurden Ende April 2023 veröffentlicht, ein erster Teaser folgte einen Monat später.
Mit Sebastián Lelios The Bride mit Scarlett Johansson in der Titelrolle war ein ähnlicher Film mit weiblichem Frankenstein-Motiv in Vorbereitung.

### Synchronisation
Die deutschsprachige Synchronisation entstand nach einem Dialogbuch von Antonia Ganz und unter der Dialogregie von Christoph Cierpka für die Interopa Film. Insgesamt gab es 28 Sprechrollen.
| Rollen (Auswahl)                    | Darsteller         | Synchronsprecher       |
| ----------------------------------- | ------------------ | ---------------------- |
| Bella Baxter / Victoria Blessington | Emma Stone         | Anja Stadlober         |
| Duncan Wedderburn                   | Mark Ruffalo       | Norman Matt            |
| Dr. Godwin („God“) Baxter           | Willem Dafoe       | Reiner Schöne          |
| Max McCandles                       | Ramy Youssef       | David Brizzi           |
| Alfred „Alfie“ Blessington          | Christopher Abbott | Marios Gavrilis        |
| Toinette                            | Suzy Bemba         | Maryan Bartilla        |
| Harry Astley                        | Jerrod Carmichael  | Tobias Schmitz         |
| Mrs. Swiney                         | Kathryn Hunter     | Angela Stresemann      |
| Mrs. Prim                           | Vicki Pepperdine   | Claudia Kleiber        |
| Felicity                            | Margaret Qualley   | Katharina Schwarzmaier |
| Martha von Kurtzroc                 | Hanna Schygulla    | Hanna Schygulla        |

## Rezeption

### Veröffentlichung und Einspielergebnis
Die Premiere fand am 1. September 2023 bei den 80. Filmfestspielen von Venedig statt, wo Poor Things in den Hauptwettbewerb eingeladen wurde. Als Folge des Streiks der SAG-AFTRA, einer großen US-Gewerkschaft, in der unter anderen Filmschauspieler organisiert sind, konnten Emma Stone und weitere Darsteller nicht am Festival teilnehmen. Vom Premierenpublikum wurde Poor Things nach Ende der Vorstellung mit einem über zehnminütigen Applaus bedacht. Ebenfalls nahmen die im September stattfindenden Filmfestivals von Telluride (USA), Zürich,  Miskolc (Ungarn) und New York den Film in ihre Programme auf. Darüber hinaus lief Poor Things als Eröffnungsfilm beim polnischen Filmfestival Camerimage im November 2023.
Poor Things sollte ursprünglich am 8. September 2023 im Verleih von Searchlight Pictures in die US-amerikanischen Kinos kommen. Als Folge des US-Gewerkschaftsstreiks wurde der US-Kinostart auf den 8. Dezember 2023 verschoben. Eine reguläre Kinoveröffentlichung in Deutschland war für den 12. Oktober 2023 angekündigt, wurde dann aber auf den 18. Januar 2024 verschoben. Zuvor wurde Poor Things in die Programme des Filmfests Hamburg (Oktober) und der Viennale (November) aufgenommen.
Der Film erreichte weltweit einen Box-Office-Gesamtumsatz mehr als 117 Millionen US-Dollar. Davon entfielen 34,5 Millionen US-Dollar in den Vereinigten Staaten und Kanada sowie mehr als 83 Millionen US-Dollar im Rest der Welt.

### Kritiken
Von den auf der Website Rotten Tomatoes nach der Premiere aufgeführten über 300 Kritiken sind 93 Prozent positiv („fresh“) und führen zu einer Durchschnittswertung von 8,6 von 10 möglichen Punkten.  Damit belegte Lanthimos’ Regiearbeit laut dem Anbieter auch unter allen Venedig-Beiträgen den ersten Platz. Das Fazit der Seite lautet: „Mit seiner unglaublichen Fantasie und berauschenden Übertreibung ist Poor Things eine bizarre, brillante Glanzleistung für Regisseur Giorgos Lanthimos und Hauptdarstellerin Emma Stone“. Auf der Website Metacritic erhielt Poor Things eine Bewertung von 87 von 100 möglichen Punkten, basierend auf mehr als 60 ausgewerteten englischsprachigen Kritiken. Dies entspricht einhelligem Beifall („universal acclaim“) und es wurde eine eindeutige Filmempfehlung („must-see“) ausgesprochen. Das Werk ist damit Lanthimos’ bisher am besten rezensierter Film, vor The Favourite – Intrigen und Irrsinn.
Auch die deutschsprachige Filmkritik war voll des Lobes und wähnte Poor Things als Favoriten auf den Hauptpreis von Venedig:
Andreas Borcholte vom Spiegel war der Meinung, Giorgos Lanthimos habe mit Poor Things eindrucksvoll „sein ganz eigenes Genre“ erfunden und präsentiere „mit ureigener Bildsprache und visueller Wucht eine wahrhaft fantastische Emanzipationsgeschichte“. Es handle sich um sein bisher mutigstes und originellstes Werk und der Film sei „ein sicherer Anwärter auf den Goldenen Löwen“ sowie für den Preis für die Beste Darstellerin. Der Regisseur variiere nach Dogtooth, The Lobster und The Favourite „das wiederkehrende Motiv der physisch und gesellschaftlich eingesperrten Frau“ und bringe es hier „zur Vollendung“. Auch spiele er „lustvoll blutig mit Elementen aus dem Horrorfilm“. Borcholte pries Emma Stones Leistung als grandios sowie „sensationell“ und bemerkte, dass sie „furchtlos und unverschämt“ in den Nacktszenen agiere. Das Szenenbild erinnerte ihn an die Werke von Federico Fellini. Poor Things sei „allein visuell ein irrer, dann auch sehr bunter Trip“.
Dietmar Dath (Frankfurter Allgemeine Zeitung) pries Poor Things als „Meisterwerk“ und Hauptdarstellerin Emma Stone als „allerbeste Schauspielerin der Welt“. Auch lobte er die Leistung von Mark Ruffalo in der Rolle des „schmierigen Roué auf Weltreise“ Duncan Wedderburn. Der Film präsentiere „nichts als gute Ideen, böse Witze, soziale Schrecken, verspannte Gitarren, uferlose Orchester“ und einen Tanz, der aussähe, „als hätten diese Leute nicht Knochen als Gebeine, sondern Luftpumpen mit bunt leuchtendem Edelgas drin“. Die weibliche Hauptfigur versprühe „eine kindlich-lebenstüchtig-stürmische Rationalität, die nur noch lernen“ müsse, „wie irrational die meisten Menschen leider“ seien, „und dass man ihnen das verzeihen“ müsse, „während man sie sich vom Leib“ halte, „so gut es“ gehe, so Dath.
Laut Daniel Kothenschulte (Frankfurter Rundschau) habe das Werk – eine verwegene und subversive Entwicklungsgeschichte – in Venedig „Publikum und Kritik im Sturm“ erobert. Poor Things sei „ein geborener Favorit“ auf den Goldenen Löwen, den Hauptpreis des Filmfestivals, sowie auf den Oscar. Der Part der Bella sei Emma Stones „anspruchsvollste Rolle“ und sie spiele überragend. Sie verleihe „einer Fantasiefigur vom ersten Augenblick Glaubwürdigkeit und den zahlreichen Sexszenen eine besondere Würde“. Kothenschulte lobte unter anderem auch die Filmmusik von Jerskin Fendrix und das Filmdesign, das „streckenweise“ an eine „Jules-Vernes-Verfilmung [sic!] aus den fünfziger Jahren“ erinnere.
Auch Susan Vahabzadeh (Süddeutsche Zeitung) sah in Poor Things einen heißen Anwärter auf den Festival-Hauptpreis. Lanthimos’ Film sei „auf allen Ebenen stimmig, schlüssig, bewegend und klug, so als hätten er und Autor Tony McNamara alles, aber auch alles mitbedacht“. Mit „gnadenloser Konsequenz“ spiele der Regisseur die lüsterne Kindfrau als eine „Männerfantasie“ durch. Auch lobte sie das fantastische Spiel von Hauptdarstellerin Stone. Lanthimos habe „mit ungeheurem Feingefühl witzige Dialoge, rührende Bekenntnisse und surreale Eskapaden dosiert“. „Viel mehr“ könne Kino nicht sein, so Vahabzadeh. Wie Borcholte, Kothenschulte und Vahabzadeh mutmaßte Andreas Scheiner (Neue Zürcher Zeitung), dass Poor Things im Wettbewerb um den Goldenen Löwen nur „schwer zu schlagen sein“ werde. Lanthimos spiele „tragikomisch-surreal das sexuelle Erwachen einer ‚armen Kreatur‘ durch“. Im Film treffe „Barbie auf Frankenstein“, so Scheiner. „Aus dem Body-Horror“ erwache „verschmitzt eine feministische Erweckungsgeschichte, phantastisch opulent, unverschämt komisch“.
Felicitas Kleiner vom Online-Portal Filmdienst befand die Schauspielleistung von Emma Stone als „preiswürdig“. Sie lege die Figur der Bella „zwischen sprühender Komik, entwaffnender Schamlosigkeit und unwiderstehlichem Lebens- und Wissenshunger“ an, die „zur Heldin eines sinnenfrohen feministischen Steam-Punk-Märchens“ avanciere. Beeindruckt zeigte sich Kleiner vom „Kunststück“ Stones, den „schwarzromantischen Monster-Mythos“ zu einer Art filmischen „Bildungsroman in bester aufklärerischer Manier“ umzudeuten. Tage später zählte sie Poor Things gemeinsam mit den Wettbewerbsbeiträgen Evil Does Not Exist, Maestro und Zielona granica „zu den Kritiker-Lieblingen des Festivals“ und als einen möglichen Favoriten auf die Oscarverleihung 2024. Auch Tim Caspar Boehme (die tageszeitung) und Katja Nicodemus (Die Zeit) fühlten sich durch das Szenenbild an den Steampunk erinnert. Boehme fielen darüber hinaus die Kameraperspektivem „in extremen Weitwinkeln“ sowie der Einsatz von Fischaugenobjektiven auf. Die Musik von Jerskin Fendrix zeichne sich dadurch aus, dass er „vertraute Instrumente wie Fagott mit verfremdet tiefen Frequenzen angemessen unbehaglich klingen“ lasse. Nicodemus zufolge sei in Poor Things „die Wirklichkeit ein fantastisches Labor“, die er gemeinsam mit seiner Heldin aufbaue. Alles sei in diesem Film möglich. Arabella Wintermayr lobte den Film in der taz als „überaus sehenswertes Spektakel“ und „gewagtes und gehaltvolles Filmexperiment“. Dennoch kritisierte sie, dass der Film dadurch, dass er sich anders als der Roman bei der Darstellung der Entdeckungsfreude der Protagonistin auf Sexuelles konzentriere, Gefahr laufe, das zu betreiben, was er eigentlich kritisiere: Namentlich die Szenen im Bordell verfielen einem Male gaze, in dem er abhängige Sexarbeit „ein wenig zu blauäugig […] zu einem emanzipatorischen Akt umdeute“.

### Auszeichnungen
In der Filmpreissaison 2023/24 wurde Poor Things für mehr als 300 Film- und Festivalpreise nominiert, von denen das Werk mehr als 60 gewinnen konnte. Auf den Goldenen Löwen, den Hauptpreis des 80. Filmfestivals von Venedig, folgte der Golden Globe Award 2024 als beste Filmkomödie. Hauptdarstellerin Emma Stone wurde unter anderem mit dem Oscar, einem weiteren Golden Globe Award in der Sparte Komödie/Musical, dem britischen BAFTA Award, dem Critics’ Choice Movie Award 2024 und Los Angeles Film Critics Association Award geehrt. Poor Things gewann drei weitere Oscars in den Kategorien Szenenbild, Kostüme sowie Make-up und beste Frisuren.
| Festival / Filmpreis                             | Kategorie                                                  | Resultat  | Preisträger/Nominierte                                               |
| ------------------------------------------------ | ---------------------------------------------------------- | --------- | -------------------------------------------------------------------- |
| AACTA International Awards 2024                  | Bester Film                                                | Nominiert | k. A.                                                                |
| AACTA International Awards 2024                  | Beste Regie                                                | Nominiert | Giorgos Lanthimos                                                    |
| AACTA International Awards 2024                  | Bestes Drehbuch                                            | Gewonnen  | Tony McNamara                                                        |
| AACTA International Awards 2024                  | Beste Hauptdarstellerin                                    | Nominiert | Emma Stone                                                           |
| AAFCA Awards 2024                                | Top 10 Filme                                               | Gewonnen  | k. A.                                                                |
| AFI Awards 2023                                  | Top Ten Filme                                              | Gewonnen  | k. A.                                                                |
| Alliance of Women Film Journalists Awards 2024   | Bestes adaptiertes Drehbuch                                | Nominiert | Tony McNamara                                                        |
| Alliance of Women Film Journalists Awards 2024   | Beste Hauptdarstellerin                                    | Nominiert | Emma Stone                                                           |
| Alliance of Women Film Journalists Awards 2024   | Bester Nebendarsteller                                     | Nominiert | Mark Ruffalo                                                         |
| Alliance of Women Film Journalists Awards 2024   | Beste Kamera                                               | Nominiert | Robbie Ryan                                                          |
| Art Directors Guild Awards 2024                  | Bestes Szenenbild – Fantasyfilm                            | Gewonnen  | James Price, Shona Heath                                             |
| ASC Awards 2024                                  | Beste Kamera – Kinofilm                                    | Nominiert | Robbie Ryan                                                          |
| Black Reel Awards 2024                           | Bester Nachwuchsdarsteller                                 | Nominiert | Jerrod Carmichael                                                    |
| Boston Society of Film Critics Awards 2023       | Beste Hauptdarstellerin                                    | Nominiert | Emma Stone                                                           |
| Boston Society of Film Critics Awards 2023       | Bester Nebendarsteller                                     | Nominiert | Mark Ruffalo                                                         |
| Boston Society of Film Critics Awards 2023       | Beste Kamera                                               | Nominiert | Robbie Ryan                                                          |
| British Academy Film Awards 2024                 | Bester Film                                                | Nominiert | Ed Guiney, Giorgos Lanthimos, Andrew Lowe, Emma Stone                |
| British Academy Film Awards 2024                 | Bester britischer Film                                     | Nominiert | Giorgos Lanthimos, Ed Guiney, Andrew Lowe, Emma Stone, Tony McNamara |
| British Academy Film Awards 2024                 | Bestes adaptiertes Drehbuch                                | Nominiert | Tony McNamara                                                        |
| British Academy Film Awards 2024                 | Beste Hauptdarstellerin                                    | Gewonnen  | Emma Stone                                                           |
| British Academy Film Awards 2024                 | Beste Filmmusik                                            | Nominiert | Jerskin Fendrix                                                      |
| British Academy Film Awards 2024                 | Beste Kamera                                               | Nominiert | Robbie Ryan                                                          |
| British Academy Film Awards 2024                 | Bester Schnitt                                             | Nominiert | Yorgos Mavropsaridis                                                 |
| British Academy Film Awards 2024                 | Bestes Szenenbild                                          | Gewonnen  | Shona Heath, James Price, Zsuzsa Mihalek                             |
| British Academy Film Awards 2024                 | Beste Kostüme                                              | Gewonnen  | Holly Waddington                                                     |
| British Academy Film Awards 2024                 | Beste Maske                                                | Gewonnen  | Nadia Stacey, Mark Coulier, Josh Weston                              |
| British Academy Film Awards 2024                 | Beste visuelle Effekte                                     | Gewonnen  | Simon Hughes                                                         |
| British Film Designers Guild Awards 2024         | Bestes Szenenbild – Fantasy-Blockbuster                    | Gewonnen  | James Price, Shona Heath                                             |
| Camerimage 2023                                  | Goldener Frosch – Beste Kamera                             | Nominiert | Robbie Ryan, Giorgos Lanthimos                                       |
| Camerimage 2023                                  | Bronzener Frosch – Drittbeste Kamera                       | Gewonnen  | Robbie Ryan, Giorgos Lanthimos                                       |
| Chicago Film Critics Association Awards 2023     | Bester Film                                                | Nominiert | k. A.                                                                |
| Chicago Film Critics Association Awards 2023     | Beste Regie                                                | Nominiert | Giorgos Lanthimos                                                    |
| Chicago Film Critics Association Awards 2023     | Bestes adaptiertes Drehbuch                                | Nominiert | Tony McNamara                                                        |
| Chicago Film Critics Association Awards 2023     | Beste Hauptdarstellerin                                    | Gewonnen  | Emma Stone                                                           |
| Chicago Film Critics Association Awards 2023     | Bester Nebendarsteller                                     | Nominiert | Mark Ruffalo                                                         |
| Chicago Film Critics Association Awards 2023     | Beste Kamera                                               | Nominiert | Robbie Ryan                                                          |
| Chicago Film Critics Association Awards 2023     | Beste Filmmusik                                            | Nominiert | Jerskin Fendrix                                                      |
| Chicago Film Critics Association Awards 2023     | Bestes Szenenbild                                          | Nominiert | James Price, Shona Heath                                             |
| Chicago Film Critics Association Awards 2023     | Beste Kostüme                                              | Gewonnen  | Holly Waddington                                                     |
| Chicago Film Critics Association Awards 2023     | Beste visuelle Effekte                                     | Nominiert | k. A.                                                                |
| Critics’ Choice Movie Awards 2024                | Bester Film                                                | Nominiert | k. A.                                                                |
| Critics’ Choice Movie Awards 2024                | Beste Komödie                                              | Nominiert | k. A.                                                                |
| Critics’ Choice Movie Awards 2024                | Beste Regie                                                | Nominiert | Giorgos Lanthimos                                                    |
| Critics’ Choice Movie Awards 2024                | Bestes adaptiertes Drehbuch                                | Nominiert | Tony McNamara                                                        |
| Critics’ Choice Movie Awards 2024                | Beste Hauptdarstellerin                                    | Gewonnen  | Emma Stone                                                           |
| Critics’ Choice Movie Awards 2024                | Bester Nebendarsteller                                     | Nominiert | Mark Ruffalo                                                         |
| Critics’ Choice Movie Awards 2024                | Beste Kamera                                               | Nominiert | Robbie Ryan                                                          |
| Critics’ Choice Movie Awards 2024                | Beste Filmmusik                                            | Nominiert | Jerskin Fendrix                                                      |
| Critics’ Choice Movie Awards 2024                | Bester Schnitt                                             | Nominiert | Yorgos Mavropsaridis                                                 |
| Critics’ Choice Movie Awards 2024                | Bestes Szenenbild                                          | Nominiert | James Price, Shona Heath, Szusza Mihalek                             |
| Critics’ Choice Movie Awards 2024                | Beste Kostüme                                              | Nominiert | Holly Waddington                                                     |
| Critics’ Choice Movie Awards 2024                | Bestes Make-up und beste Frisuren                          | Nominiert | k. A.                                                                |
| Critics’ Choice Movie Awards 2024                | Beste visuelle Effekte                                     | Nominiert | k. A.                                                                |
| Critics’ Choice Super Awards 2024                | Bester Science-Fiction-/Fantasyfilm                        | Nominiert | k. A.                                                                |
| Critics’ Choice Super Awards 2024                | Beste Schauspielerin in einem Science-Fiction-/Fantasyfilm | Gewonnen  | Emma Stone                                                           |
| Critics’ Choice Super Awards 2024                | Bester Schauspieler in einem Science-Fiction-/Fantasyfilm  | Nominiert | Willem Dafoe                                                         |
| Critics’ Choice Super Awards 2024                | Bester Schauspieler in einem Science-Fiction-/Fantasyfilm  | Gewonnen  | Mark Ruffalo                                                         |
| Directors Guild of America Awards 2024           | Beste Regie – Kinofilm                                     | Nominiert | Giorgos Lanthimos                                                    |
| Eddie Awards 2024                                | Bester Schnitt – Filmkomödie                               | Nominiert | Yorgos Mavropsaridis                                                 |
| Filmfestival von Gent 2023                       | Grand Prix – Bester Film                                   | Nominiert | Giorgos Lanthimos                                                    |
| Filmfestival von Gent 2023                       | Prix Georges Delerue – Beste Filmmusik                     | Gewonnen  | Jerskin Fendrix                                                      |
| Golden Globe Awards 2024                         | Bester Film – Komödie/Musical                              | Gewonnen  | k. A.                                                                |
| Golden Globe Awards 2024                         | Beste Regie                                                | Nominiert | Giorgos Lanthimos                                                    |
| Golden Globe Awards 2024                         | Bestes Drehbuch                                            | Nominiert | Tony McNamara                                                        |
| Golden Globe Awards 2024                         | Beste Hauptdarstellerin – Komödie/Musical                  | Gewonnen  | Emma Stone                                                           |
| Golden Globe Awards 2024                         | Bester Nebendarsteller                                     | Nominiert | Willem Dafoe                                                         |
| Golden Globe Awards 2024                         | Bester Nebendarsteller                                     | Nominiert | Mark Ruffalo                                                         |
| Golden Globe Awards 2024                         | Beste Filmmusik                                            | Nominiert | Jerskin Fendrix                                                      |
| Gotham Awards 2023                               | Bester internationaler Film                                | Nominiert | Giorgos Lanthimos, Ed Guiney, Andrew Lowe, Emma Stone                |
| London Critics’ Circle Film Awards 2024          | Bester Film                                                | Nominiert | k. A.                                                                |
| London Critics’ Circle Film Awards 2024          | Bester britischer Film                                     | Nominiert | k. A.                                                                |
| London Critics’ Circle Film Awards 2024          | Beste Regie                                                | Nominiert | Giorgos Lanthimos                                                    |
| London Critics’ Circle Film Awards 2024          | Beste Hauptdarstellerin                                    | Gewonnen  | Emma Stone                                                           |
| London Critics’ Circle Film Awards 2024          | Bester Nebendarsteller                                     | Nominiert | Mark Ruffalo                                                         |
| London Critics’ Circle Film Awards 2024          | Beste technische Leistung                                  | Nominiert | Holly Waddington                                                     |
| Los Angeles Film Critics Association Awards 2023 | Beste Regie                                                | Nominiert | Giorgos Lanthimos                                                    |
| Los Angeles Film Critics Association Awards 2023 | Beste Hauptrolle                                           | Gewonnen  | Emma Stone                                                           |
| Los Angeles Film Critics Association Awards 2023 | Beste Kamera                                               | Gewonnen  | Robbie Ryan                                                          |
| Los Angeles Film Critics Association Awards 2023 | Bestes Szenenbild                                          | Nominiert | Shona Heath, James Price                                             |
| National Board of Review Awards 2023             | Top Ten Filme                                              | Gewonnen  | k. A.                                                                |
| National Board of Review Awards 2023             | Bestes adaptiertes Drehbuch                                | Gewonnen  | Tony McNamara                                                        |
| National Board of Review Awards 2023             | Bester Nebendarsteller                                     | Gewonnen  | Mark Ruffalo                                                         |
| National Society of Film Critics Awards 2024     | Beste Hauptdarstellerin                                    | Nominiert | Emma Stone                                                           |
| Online Film Critics Society Awards 2024          | Bester Film                                                | Nominiert | k. A.                                                                |
| Online Film Critics Society Awards 2024          | Beste Regie                                                | Nominiert | Giorgos Lanthimos                                                    |
| Online Film Critics Society Awards 2024          | Bestes adaptiertes Drehbuch                                | Nominiert | Tony McNamara                                                        |
| Online Film Critics Society Awards 2024          | Beste Hauptdarstellerin                                    | Nominiert | Emma Stone                                                           |
| Online Film Critics Society Awards 2024          | Bester Nebendarsteller                                     | Nominiert | Mark Ruffalo                                                         |
| Online Film Critics Society Awards 2024          | Beste Kamera                                               | Nominiert | Robbie Ryan                                                          |
| Online Film Critics Society Awards 2024          | Beste Filmmusik                                            | Nominiert | Jerskin Fendrix                                                      |
| Online Film Critics Society Awards 2024          | Bester Schnitt                                             | Nominiert | Yorgos Mavropsaridis                                                 |
| Online Film Critics Society Awards 2024          | Bestes Szenenbild                                          | Nominiert | James Price, Shona Heath                                             |
| Online Film Critics Society Awards 2024          | Bestes Kostümdesign                                        | Nominiert | Holly Waddington                                                     |
| Online Film Critics Society Awards 2024          | Beste visuelle Effekte                                     | Nominiert | k. A.                                                                |
| Oscar 2024                                       | Bester Film                                                | Nominiert | Ed Guiney, Giorgos Lanthimos, Andrew Lowe, Emma Stone                |
| Oscar 2024                                       | Beste Regie                                                | Nominiert | Giorgos Lanthimos                                                    |
| Oscar 2024                                       | Bestes adaptiertes Drehbuch                                | Nominiert | Tony McNamara                                                        |
| Oscar 2024                                       | Beste Hauptdarstellerin                                    | Gewonnen  | Emma Stone                                                           |
| Oscar 2024                                       | Bester Nebendarsteller                                     | Nominiert | Mark Ruffalo                                                         |
| Oscar 2024                                       | Beste Filmmusik                                            | Nominiert | Jerskin Fendrix                                                      |
| Oscar 2024                                       | Beste Kamera                                               | Nominiert | Robbie Ryan                                                          |
| Oscar 2024                                       | Bestes Szenenbild                                          | Gewonnen  | Shona Heath, James Price, Zsuzsa Mihalek                             |
| Oscar 2024                                       | Beste Kostüme                                              | Gewonnen  | Holly Waddington                                                     |
| Oscar 2024                                       | Bestes Make-up und Frisuren                                | Gewonnen  | Nadia Stacey, Mark Coulier, Josh Weston                              |
| Oscar 2024                                       | Bester Schnitt                                             | Nominiert | Yorgos Mavropsaridis                                                 |
| Producers Guild of America Awards 2024           | Bester Kinofilm                                            | Nominiert | k. A.                                                                |
| Satellite Awards 2023                            | Bester Film – Komödie oder Musical                         | Nominiert | k. A.                                                                |
| Satellite Awards 2023                            | Beste Regie                                                | Nominiert | Giorgos Lanthimos                                                    |
| Satellite Awards 2023                            | Bestes adaptiertes Drehbuch                                | Nominiert | Tony McNamara                                                        |
| Satellite Awards 2023                            | Beste Hauptdarstellerin – Komödie oder Musical             | Gewonnen  | Emma Stone                                                           |
| Satellite Awards 2023                            | Bester Nebendarsteller                                     | Gewonnen  | Mark Ruffalo                                                         |
| Satellite Awards 2023                            | Beste Filmmusik                                            | Nominiert | Jerskin Fendrix                                                      |
| Satellite Awards 2023                            | Bester Schnitt                                             | Nominiert | Yorgos Mavropsaridis                                                 |
| Satellite Awards 2023                            | Beste Kostüme                                              | Nominiert | Holly Waddington                                                     |
| Screen Actors Guild Awards 2024                  | Beste Hauptdarstellerin                                    | Nominiert | Emma Stone                                                           |
| Screen Actors Guild Awards 2024                  | Bester Nebendarsteller                                     | Nominiert | Willem Dafoe                                                         |
| USC Libraries Scripter Awards 2024               | Bestes adaptiertes Drehbuch                                | Nominiert | Tony McNamara                                                        |
| Filmfestival von Venedig 2023                    | Goldener Löwe – Bester Film                                | Gewonnen  | Giorgos Lanthimos                                                    |
| Filmfestival von Venedig 2023                    | Premio UNIMED                                              | Gewonnen  | Giorgos Lanthimos                                                    |

| Anm: | 1. 2. 3. 4. 5. 6. |